# El Digital de Albacete
El Digital de Albacete es un periódico digital español de información general de Albacete y Castilla-La Mancha.
Fue fundado en 2013 bajo la dirección de Javier Romero y es editado por Publicaciones Digitales Albacete. Se trata del periódico digital más leído en Albacete y uno de los más leídos en Castilla-La Mancha según la Oficina de Justificación de la Difusión (OJD). 
Tiene su sede central en pleno centro de la capital albaceteña.
El Digital de Albacete ha recibido varios galardones, entre los que destacan el Premio a la Creación de Empleo otorgado por la Asociación de Jóvenes Empresarios de Albacete, AJE, y el Premio a la Inclusión Social, otorgado por AMIAB.